# Olympische Sommerspiele 2004/Basketball
Bei den Olympischen Spielen 2004 in der griechischen Hauptstadt Athen wurden zwei Wettbewerbe im Basketball ausgetragen.
Austragungsorte waren der Elliniko Indoor Arena (Vorrundenspiele) und die OAKA Olympic Indoor Hall (Finalspiele).

## Bilanz

### Medaillenspiegel
| Platz  | Land               | Gold | Silber | Bronze | Gesamt |
| ------ | ------------------ | ---- | ------ | ------ | ------ |
| 1      | Vereinigte Staaten | 1    | –      | 1      | 2      |
| 2      | Argentinien        | 1    | –      | –      | 1      |
| 3      | Australien         | –    | 1      | –      | 1      |
| 3      | Italien            | –    | 1      | –      | 1      |
| 5      | Russland           | –    | –      | 1      | 1      |
| Gesamt | Gesamt             | 2    | 2      | 2      | 6      |

### Medaillengewinner
| Disziplin | Gold | Silber | Bronze |
| --------- | --- | --- | --- |
| Männer    | Argentinien Carlos Delfino, Gabriel Fernández, Manu Ginóbili, Leonardo Gutiérrez, Wálter Herrmann, Alejandro Montecchia, Andrés Nocioni, Fabricio Oberto, Pepe Sánchez, Luis Scola, Hugo Sconochini, Rubén Wolkowyski Trainer: Rubén Magnano | Italien Gianluca Basile, Massimo Bulleri, Giacomo Galanda, Roberto Chiacig, Luca Garri, Denis Marconato, Michele Mian, Gianmarco Pozzecco, Nikola Radulović, Alex Righetti, Rodolfo Rombaldoni, Matteo Soragna Trainer: Charlie Recalcati | Vereinigte Staaten Carmelo Anthony, Carlos Boozer, Tim Duncan, Allen Iverson, LeBron James, Richard Jefferson, Shawn Marion, Stephon Marbury, Lamar Odom, Emeka Okafor, Amar'e Stoudemire, Dwyane Wade Trainer: Larry Brown   |
| Frauen    | Vereinigte Staaten Sue Bird, Swin Cash, Tamika Catchings, Yolanda Griffith, Shannon Johnson, Lisa Leslie, Ruth Riley, Katie Smith, Dawn Staley, Sheryl Swoopes, Diana Taurasi, Tina Thompson Trainer: Van Chancellor                         | Australien Suzy Batkovic, Sandra Brondello, Trisha Fallon, Kristi Harrower, Lauren Jackson, Natalie Porter, Alicia Poto, Belinda Snell, Rachael Sporn, Laura Summerton, Penny Taylor, Allison Tranquilli                                  | Russland Anna Archipowa, Olga Arteschina, Jelena Baranowa, Diana Gustilina, Maria Kalmykowa, Jelena Karpowa, Ilona Korstin, Irina Ossipowa, Oxana Rachmatulina, Tatjana Schtschogolewa, Marija Stepanowa, Natalja Wodopjanowa |

## Männer

### Vorrunde
Gruppe A
| Platz | Nation                 | Spiele | Siege | Ndlg. | Körbe   | Diff. | Punkte |
| ----- | ---------------------- | ------ | ----- | ----- | ------- | ----- | ------ |
| 1.    | Spanien                | 5      | 5     | 0     | 405:349 | +56   | 10     |
| 2.    | Italien                | 5      | 3     | 2     | 371:341 | +30   | 8      |
| 3.    | Argentinien            | 5      | 3     | 2     | 414:396 | +18   | 8      |
| 4.    | China                  | 5      | 2     | 3     | 303:382 | −79   | 7      |
| 5.    | Neuseeland             | 5      | 1     | 4     | 399:413 | −14   | 6      |
| 6.    | Serbien und Montenegro | 5      | 1     | 4     | 377:388 | −11   | 6      |

| Rd. | Datum           | Uhrzeit | Begegnung              | Begegnung              | Q1    | Q2    | Q3    | Q4    | Verl. | Erg.  |
| --- | --------------- | ------- | ---------------------- | ---------------------- | ----- | ----- | ----- | ----- | ----- | ----- |
| 1   | 15. August 2004 | 11:15   | Italien                | Neuseeland             | 25:13 | 14:9  | 17:24 | 15:23 | –     | 71:69 |
| 1   | 15. August 2004 | 14:30   | China                  | Spanien                | 18:18 | 12:24 | 13:19 | 15:22 | –     | 58:83 |
| 1   | 15. August 2004 | 16:45   | Argentinien            | Serbien und Montenegro | 27:15 | 22:24 | 12:20 | 22:23 | –     | 83:82 |
| 2   | 17. August 2004 | 9:00    | Neuseeland             | China                  | 14:17 | 6:12  | 25:22 | 17:18 | –     | 62:69 |
| 2   | 17. August 2004 | 16:45   | Serbien und Montenegro | Italien                | 16:17 | 20:19 | 19:14 | 19:22 | –     | 74:72 |
| 2   | 17. August 2004 | 20:00   | Spanien                | Argentinien            | 25:18 | 10:22 | 23:20 | 29:26 | –     | 87:76 |
| 3   | 19. August 2004 | 9:00    | Serbien und Montenegro | Neuseeland             | 20:22 | 24:17 | 22:16 | 21:35 | –     | 87:90 |
| 3   | 19. August 2004 | 11:15   | Italien                | Spanien                | 22:17 | 11:18 | 19:13 | 11:23 | –     | 63:71 |
| 3   | 19. August 2004 | 20:00   | Argentinien            | China                  | 22:14 | 19:7  | 24:18 | 17:18 | –     | 82:57 |
| 4   | 21. August 2004 | 11:15   | Spanien                | Serbien und Montenegro | 18:14 | 13:17 | 20:21 | 25:16 | –     | 76:68 |
| 4   | 21. August 2004 | 14:30   | Neuseeland             | Argentinien            | 25:23 | 17:24 | 29:29 | 23:22 | –     | 94:98 |
| 4   | 21. August 2004 | 16:45   | China                  | Italien                | 11:22 | 15:22 | 13:16 | 13:29 | –     | 52:89 |
| 5   | 23. August 2004 | 9:00    | Spanien                | Neuseeland             | 19:11 | 29:26 | 25:31 | 15:16 | –     | 88:84 |
| 5   | 23. August 2004 | 16:45   | Serbien und Montenegro | China                  | 21:16 | 13:15 | 20:20 | 12:16 | –     | 66:67 |
| 5   | 23. August 2004 | 20:00   | Italien                | Argentinien            | 13:23 | 22:13 | 18:18 | 23:21 | –     | 76:75 |

Gruppe B
| Platz | Nation             | Spiele | Siege | Ndlg. | Körbe   | Diff. | Punkte |
| ----- | ------------------ | ------ | ----- | ----- | ------- | ----- | ------ |
| 1.    | Litauen            | 5      | 5     | 0     | 468:414 | +54   | 10     |
| 2.    | Griechenland       | 5      | 3     | 2     | 389:343 | +46   | 8      |
| 3.    | Puerto Rico        | 5      | 3     | 2     | 410:411 | −1    | 8      |
| 4.    | Vereinigte Staaten | 5      | 3     | 2     | 418:389 | +29   | 8      |
| 5.    | Australien         | 5      | 1     | 4     | 383:411 | −28   | 6      |
| 6.    | Angola             | 5      | 0     | 5     | 321:421 | −100  | 5      |

| Rd. | Datum           | Uhrzeit | Begegnung          | Begegnung          | Q1    | Q2    | Q3    | Q4    | Verl. | Erg.   |
| --- | --------------- | ------- | ------------------ | ------------------ | ----- | ----- | ----- | ----- | ----- | ------ |
| 1   | 15. August 2004 | 9:00    | Angola             | Litauen            | 24:14 | 8:14  | 23:28 | 18:22 | –     | 73:78  |
| 1   | 15. August 2004 | 20:00   | Puerto Rico        | Vereinigte Staaten | 21:20 | 28:7  | 16:21 | 27:25 | –     | 92:73  |
| 1   | 15. August 2004 | 22:15   | Griechenland       | Australien         | 23:18 | 12:15 | 24:18 | 17:3  | –     | 76:54  |
| 2   | 17. August 2004 | 11:15   | Australien         | Angola             | 21:13 | 24:16 | 27:15 | 11:15 | –     | 83:59  |
| 2   | 17. August 2004 | 14:30   | Litauen            | Puerto Rico        | 26:32 | 23:12 | 22:22 | 27:24 | –     | 98:90  |
| 2   | 17. August 2004 | 22:15   | Vereinigte Staaten | Griechenland       | 18:17 | 19:14 | 20:22 | 20:18 | –     | 77:71  |
| 3   | 19. August 2004 | 14:30   | Vereinigte Staaten | Australien         | 21:31 | 26:20 | 18:16 | 24:12 | –     | 89:79  |
| 3   | 19. August 2004 | 16:45   | Puerto Rico        | Angola             | 19:17 | 18:15 | 26:34 | 20:14 | –     | 83:80  |
| 3   | 19. August 2004 | 22:15   | Griechenland       | Litauen            | 10:28 | 15:26 | 19:22 | 32:22 | –     | 76:98  |
| 4   | 21. August 2004 | 9:00    | Australien         | Puerto Rico        | 23:13 | 28:28 | 17:24 | 14:22 | –     | 82:87  |
| 4   | 21. August 2004 | 20:00   | Litauen            | Vereinigte Staaten | 23:26 | 21:23 | 23:20 | 27:21 | –     | 94:90  |
| 4   | 21. August 2004 | 22:15   | Angola             | Griechenland       | 15:23 | 10:20 | 10:24 | 21:21 | –     | 56:88  |
| 5   | 23. August 2004 | 11:15   | Litauen            | Australien         | 20:19 | 32:9  | 23:38 | 25:19 | –     | 100:85 |
| 5   | 23. August 2004 | 14:30   | Vereinigte Staaten | Angola             | 23:14 | 23:12 | 29:13 | 14:14 | –     | 89:53  |
| 5   | 23. August 2004 | 22:15   | Griechenland       | Puerto Rico        | 20:22 | 20:6  | 16:18 | 22:12 | –     | 78:58  |

### Finalrunde
|  | Viertelfinale | Viertelfinale      | Viertelfinale |  |  | Halbfinale | Halbfinale         | Halbfinale |  |  | Spiel um Gold   | Spiel um Gold      | Spiel um Gold   |
|  |               |                    |               |  |  |            |                    |            |  |  |                 |                    |                 |
|  | A1            | Spanien            | 94            |  |  |            |                    |            |  |  |                 |                    |                 |
|  | B4            | Vereinigte Staaten | 102           |  |  |            |                    |            |  |  |                 |                    |                 |
|  |               |                    |               |  |  | B4         | Vereinigte Staaten | 81         |  |  |                 |                    |                 |
|  |               |                    |               |  |  | A3         | Argentinien        | 89         |  |  |                 |                    |                 |
|  | A3            | Argentinien        | 69            |  |  |            |                    |            |  |  |                 |                    |                 |
|  | B2            | Griechenland       | 64            |  |  |            |                    |            |  |  |                 |                    |                 |
|  |               |                    |               |  |  |            |                    |            |  |  | A3              | Argentinien        | 84              |
|  |               |                    |               |  |  |            |                    |            |  |  | A2              | Italien            | 69              |
|  | B1            | Litauen            | 95            |  |  |            |                    |            |  |  |                 |                    |                 |
|  | A4            | China              | 75            |  |  |            |                    |            |  |  |                 |                    |                 |
|  |               |                    |               |  |  | B1         | Litauen            | 91         |  |  |                 |                    |                 |
|  |               |                    |               |  |  | A2         | Italien            | 100        |  |  | Spiel um Bronze | Spiel um Bronze    | Spiel um Bronze |
|  | A2            | Italien            | 83            |  |  |            |                    |            |  |  | B4              | Vereinigte Staaten | 104             |
|  | B3            | Puerto Rico        | 70            |  |  |            |                    |            |  |  | B1              | Litauen            | 96              |

### Platzierungsspiele
| Spiel um Platz 11 | Serbien-Montenegro – Angola |  | 85:62 |
| Spiel um Platz 9  | Neuseeland – Australien     |  | 80:98 |
| Spiel um Platz 7  | China – Spanien             |  | 76:92 |
| Spiel um Platz 5  | Puerto Rico – Griechenland  |  | 75:85 |

## Frauen

### Vorrunde
Gruppe A
| Australien – Nigeria      |  | 85:73  |
| Japan – Brasilien         |  | 62:128 |
| Griechenland – Russland   |  | 62:69  |
| Nigeria – Japan           |  | 73:79  |
| Brasilien – Griechenland  |  | 87:75  |
| Russland – Australien     |  | 56:75  |
| Japan – Australien        |  | 78:97  |
| Griechenland – Nigeria    |  | 83:68  |
| Brasilien – Russland      |  | 67:77  |
| Russland – Japan          |  | 94:71  |
| Australien – Griechenland |  | 77:40  |
| Nigeria – Brasilien       |  | 63:82  |
| Nigeria – Russland        |  | 58:93  |
| Brasilien – Australien    |  | 66:84  |
| Griechenland – Japan      |  | 93:91  |

Gruppe B
| Südkorea – China        |  | 54:71  |
| USA – Neuseeland        |  | 99:47  |
| Spanien – Tschechien    |  | 80:78  |
| Neuseeland – Südkorea   |  | 81:73  |
| Tschechien – USA        |  | 61:80  |
| China – Spanien         |  | 67:75  |
| China – Tschechien      |  | 83:98  |
| Südkorea – USA          |  | 57:80  |
| Spanien – Neuseeland    |  | 91:57  |
| Neuseeland – China      |  | 79:77  |
| USA – Spanien           |  | 71:58  |
| Tschechien – Südkorea   |  | 97:75  |
| Neuseeland – Tschechien |  | 57:74  |
| China – USA             |  | 62:100 |
| Spanien – Südkorea      |  | 64:61  |

### Finalspiele
| Spiel um Platz 11 |  | Nigeria – Südkorea        |  | 68:64  |
| Spiel um Platz 9  |  | Japan – China             |  | 63:82  |
| Viertelfinale A   |  | Russland – Tschechien     |  | 70:49  |
| Viertelfinale B   |  | USA – Griechenland        |  | 102:72 |
| Viertelfinale C   |  | Spanien – Brasilien       |  | 63:67  |
| Viertelfinale D   |  | Australien – Neuseeland   |  | 94:55  |
| Spiel um Platz 7  |  | Griechenland – Neuseeland |  | 87:83  |
| Spiel um Platz 5  |  | Tschechien – Spanien      |  | 79:68  |
| Halbfinale A      |  | Russland – USA            |  | 62:66  |
| Halbfinale B      |  | Brasilien – Australien    |  | 75:88  |
| Spiel um Platz 3  |  | Russland – Brasilien      |  | 71:62  |
| Finale            |  | USA – Australien          |  | 74:63  |